# Dobrodružství kriminalistiky
Dobrodružství kriminalistiky je televizní seriál režiséra Antonína Moskalyka. Má 26 dílů a byl natáčen ve čtyřech sériích v průběhu let 1989, 1991, 1992 a 1993.
Jedná se cyklus příběhů z rozdílných historických období. V každém z dílů mají diváci možnost nahlédnout do počátků jednotlivých kriminalistických disciplín. V seriálu se objevují skutečné historické postavy a téměř autentické případy (ovšem upravené pro potřeby příběhů).
Seriál byl natočen v koprodukci s německou společností Schwarzwald Film, Krátkým filmem Praha a firmou Gofis, spol. s r. o.

## Obsazení
- Boris Rösner – zločinec, později policista Eugène-François Vidocq (1. díl)
- Ladislav Mrkvička – (1. díl, 17. díl)
- Martin Růžek – (1. díl)
- Simona Stašová – (1. díl)
- Viktor Preiss – právník Paillet (2. díl)
- Anke Sevenichová – Marie Lafargeová (2. díl)
- Radovan Lukavský – (2. díl)
- Věra Vlčková – (2. díl)
- Ladislav Frej – (2. díl, 22. díl)
- Ondřej Havelka – úředník Alphonse Bertillon (3. díl)
- Petr Kostka – seržant Joseph Faurot (4. díl), (20. díl)
- Dušan Blaškovič – bankéř Lofter (4. díl)
- Miroslav Moravec – (4. díl)
- Radoslav Brzobohatý – (4. díl, 17. díl)
- Josef Somr – (4. díl)
- Luděk Munzar – puškař Robert Churchill (5. díl)
- Hana Maciuchová – (5. díl)
- Petr Čepek – (5. díl)
- Vlastimil Brodský – (5. díl)
- Oliver Stritzel – bakteriolog Paul Uhlenhuth (6. díl)
- Josef Vinklář – (6. díl, 22. díl)
- Vladimír Dlouhý – (6. díl)
- Vlastimil Hašek – (6. díl)
- Nelly Gaierová – Klára Grosbyová (7. díl)
- Vlasta Fabianová – Eleonora Rawlisonová (7. díl)
- Jürgen Heinrich – (7. díl)
- Jana Šulcová – (7. díl, 20. díl)
- Jiří Adamíra – vládní rada Gustav Schraepel (8. díl)
- Jiří Ornest – (8. díl)
- Daniela Kolářová – (8. díl, 22. díl)
- Helmut Zierl – (9. díl)
- Jana Preissová – (9. díl)
- Petr Štěpánek – (9. díl)
- Barbora Hrzánová – (9. díl)
- Petr Haničinec – spisovatel a soudce Henry Fielding (10. díl)
- Martin Stropnický – (10. díl)
- Miloš Vávra – (11. díl, 24. díl)
- Pavel Rímský – (11. díl), právník, bratr Canellaové (26. díl)
- Ivan Vyskočil – (11. díl, 21. díl)
- Lubomír Kostelka – (11. díl)
- Petr Vaněk – (12. díl)
- Katja Rieman – (12. díl)
- Jiří Schmitzer – (12. díl)
- Otto Lackovič – (12. díl)
- Ulrich Matschoss – (13. díl)
- Kamil Halbich – (13. díl)
- Karel Heřmánek – zakladatel oboru mechanoskopie Ladislav Havlíček (14. díl)
- Ondřej Vetchý – (14. díl)
- Václav Postránecký – (14. díl)
- Jan Teplý – (14. díl, 20. díl)
- Lubomír Lipský – ředitel pojišťovací společnosti Fortuna (15. díl)
- Eduard Cupák – detektiv Fasaroli (15. díl)
- Peter Bongartz – (15. díl)
- Věra Galatíková – (15. díl)
- Andrej Hryc – malíř a padělatel Han van Meegeren (16. díl)
- Jan Hartl – (16. díl)
- Pavel Trávníček – (16. díl)
- Miroslav Vladyka – (16. díl)
- Svatopluk Skopal – (16. díl)
- Zuzana Geislerová – manželka Han van Meegerena (16.díl)
- Hellmut Lange – (17. díl)
- Matěj Hádek – (17. díl)
- Jiří Bartoška – (4. díl, 18. díl)
- Ladislav Potměšil – (6. díl - pojišťovací agent, 18. díl - právník)
- Jan Novotný – (18. díl)
- Stanislav Zindulka – chovatel psů Max von Stephanitz (19. díl)
- Jiří Langmajer – (19. díl)
- Václav Vydra – (19. díl)
- Gustav Opočenský – (15. díl, 20. díl)
- Michal Dočolomanský – (20. díl)
- Radan Rusev - (20. díl)
- Jiří Klem - (20. díl)
- Ivan Trojan - (20. díl)
- Alexej Pyško - (20. díl)
- Siegfried Lowitz – komisař Benhamou (21. díl)
- Jiří Bábek – (21. díl)
- Ilja Racek – (21. díl)
- Tereza Pergnerová - (21. díl)
- Michal Dlouhý – (22. díl)
- Ralf Richter – (23. díl)
- Vendula Křížová – (23. díl)
- Marek Vašut – (7. díl, 24. díl)
- Hans Korte – (24. díl)
- Ivan Trojan – (24. díl)
- Tomáš Töpfer – (2. díl, 25. díl)
- Miroslav Hanuš – (25. díl)
- Klaus J. Behrendt – (25. díl)
- Jaroslava Adamová – (25. díl)
- Jiří Schmitzer – Giulio Canella resp. Mario Bruneri (26. díl)
- Despina Pajanou – jeho žena (26. díl)
- Pavol Mikulík – policista (26. díl)

a další, téměř 600 českých, slovenských či německých herců (ale i jiných).

## Seznam dílů

### První řada (1989–1990)
| Č. v seriálu | Č. v řadě | Název        | Režie            | Scénář                      | Premiéra           |
| --- | --------- | ------------ | ---------------- | --------------------------- | ------------------ |
| 1 | 1         | Stopa        | Antonín Moskalyk | Jan Šikl a Antonín Moskalyk | 11. listopadu 1989 |
| Eugène-François Vidocq zakládá moderní policejní organizaci |           |              |                  |                             |                    |
| 2 | 2         | Jed          | Antonín Moskalyk | Jan Šikl a Antonín Moskalyk | 18. listopadu 1989 |
| Marie Lafarge je obžalovaná z vraždy svého manžela. Zřejmě byl otráven arzenem. |           |              |                  |                             |                    |
| 3 | 3         | Bertillonáž  | Antonín Moskalyk | Jan Šikl a Antonín Moskalyk | 2. prosince 1989   |
| Úředník Alphonse Bertillon se rozhodne přeměřovat tělesné míry pachatelů ve věznici a sestavit kartotéku zločinců podle jedenácti určujících znaků a tělesných rozměrů.                                                 |           |              |                  |                             |                    |
| 4 | 4         | Otisk        | Antonín Moskalyk | Jan Šikl a Antonín Moskalyk | 9. prosince 1989   |
| Daktyloskopie pomáhá objasnit smrt bankéře, který byl otráven přírodním jedem, který mu musel být přimíchán do whiskey v placatce.                                                                                      |           |              |                  |                             |                    |
| 5 | 5         | Střela       | Antonín Moskalyk | Jan Šikl a Antonín Moskalyk | 16. prosince 1989  |
| Balistika je klíčová při případu z Anglie 20. let 20. století. Manžel majitelky panství je totiž jednoho dne nalezen zastřelený v lese.                                                                                 |           |              |                  |                             |                    |
| 6 | 6         | Krev         | Antonín Moskalyk | Jan Šikl a Antonín Moskalyk | 22. prosince 1989  |
| Příběh se odehrává v roce 1902 v Čechách. Metoda rozlišení zvířecí a lidské krve (Uhlenhuthova metoda) pomůže odhalit vraha malých dětí. Příběh je inspirován případem německého sériového vraha Ludwiga Tessnowa.      |           |              |                  |                             |                    |
| 7 | 7         | Rekonstrukce | Antonín Moskalyk | Jan Šikl a Antonín Moskalyk | 29. prosince 1989  |
| Dvě staré dámy za přispění patologa pomohou objasnit smrt novomanželky v anglickém pensionu. Žena se utopila ve vaně. Příběh je inspirován případem seriového vraha G. J. Smithe.                                       |           |              |                  |                             |                    |
| 8 | 8         | Tým          | Antonín Moskalyk | Jan Šikl a Antonín Moskalyk | 6. ledna 1990      |
| V Německu v letech 1928–1936 došlo k přepadením vlaků a automobilů. Pravého pachatele se podařilo odhalit díky spolupráci odborníků z různých vědeckých oborů. Inspirováno případem notorického zločince Fritze Opitze. |           |              |                  |                             |                    |

### Druhá řada (1992)
| Č. v seriálu | Č. v řadě | Název                 | Režie            | Scénář              | Premiéra       |
| --- | --------- | --------------------- | ---------------- | ------------------- | -------------- |
| 9 | 1         | Písmo                 | Antonín Moskalyk | Pavlína Moskalyková | 9. ledna 1992  |
| Případ se týká zmizelého šlechtice ve Francii v 17. století. Markýz de la Pivardiére žil v nešťastném manželství, a tak se rozhodl žít pod jiným jménem s jinou ženou. Nyní jsou však nevinní lidé obviněni z jeho vraždy. Příběh je inspirován skutečným příběhem Ludvíka de la Pivardiére (1661–1702). |           |                       |                  |                     |                |
| 10 | 2         | První detektivní sbor | Antonín Moskalyk | Jan Šikl            | 16. ledna 1992 |
| Spisovatel a právník Henry Fielding se v Anglii 18. století rozhodne postavit organizovanému zločinu v době, kdy neexistoval žádný policejní sbor. Případ se týká vykradení domu a vraždy služky. |           |                       |                  |                     |                |
| 11 | 3         | Modus operandi        | Antonín Moskalyk | Jan Šikl            | 23. ledna 1992 |
| Příběh se odehrává v Americe v druhé polovině 19. století. Pachatele loupeže v klenotnictví pomůže usvědčit modus operandi – individuální způsob jeho práce. |           |                       |                  |                     |                |
| 12 | 4         | Antropologie          | Antonín Moskalyk | Antonín Moskalyk    | 30. ledna 1992 |
| Syn brání památku své matky a přizná se k vraždě, kterou nespáchal. Pomocí antropologie se ale podaří identifikovat ostatky mrtvého muže a dokázat nevinu. |           |                       |                  |                     |                |
| 13 | 5         | Krevní skupina        | Antonín Moskalyk | Antonín Moskalyk    | 6. února 1992  |
| V Rusku řeší mladý detektiv případ smrti muže, jehož smrt byla na první pohled sebevraždou, ale zjístí, že mladý muž byl zavražděn na jiném místě. Případ pomůže rozřešit metoda rozlišení krevních skupin.                                                                                              |           |                       |                  |                     |                |
| 14 | 6         | Mechanoskopie         | Antonín Moskalyk | Pavlína Moskalyková | 13. února 1992 |
| Případ znamého kasaře se odehrává v prvorepublikovém Československu a je zde demonstrován počátek nauky o znacích a stopách řemeslných nástrojů - mechanoskopie, ražené četníkem a kriminalistou Ladislavem Havlíčkem.                                                                                   |           |                       |                  |                     |                |
| 15 | 7         | Identifikační kresba  | Antonín Moskalyk | Jan Šikl            | 20. února 1992 |
| V případu z Itálie se řeší pojišťovací podvod. Hrabě Bononcini zkonstruuje záměnu osob a získá peníze za svou falšovanou smrt. Pozná ho však matka představená. |           |                       |                  |                     |                |
| 16 | 8         | Paprsek               | Antonín Moskalyk | Pavlína Moskalyková | 27. února 1992 |
| Han van Meegeren doznává, že celá desetiletí padělal obrazy slavných holandských malířů. Pravdu pomůžou odhalit až infračervené paprsky. |           |                       |                  |                     |                |

### Třetí řada (1994)
| Č. v seriálu | Č. v řadě | Název                            | Režie            | Scénář              | Premiéra       |
| --- | --------- | -------------------------------- | ---------------- | ------------------- | -------------- |
| 17 | 1         | Pinkertonova detektivní agentura | Antonín Moskalyk | Jan Šikl            | 5. ledna 1994  |
| Allan Pinkerton se mimo jiné zabýval podvody v dostihovém sportu. Pro přesnou identifikaci koňů používal jejich fotografie. Majitel současného šampiona se ale fotografování bránil. |           |                                  |                  |                     |                |
| 18 | 2         | Poslední odvolání                | Antonín Moskalyk | Jan Šikl            | 12. ledna 1994 |
| V Kalifornii čeká na popravu nevinný muž nevinně odsouzený za znásilnění a vraždu mladé dívky. Erle Stanley Gardner a jeho přítel advokát mají poslední možnost muže zachránit.      |           |                                  |                  |                     |                |
| 19 | 3         | Pes                              | Antonín Moskalyk | Pavlína Moskalyková | 19. ledna 1994 |
| V případu vraždy pro peníze sehraje zásadní roli německý ovčák Horand chovatele Maxe von Stephanitze.                                                                                |           |                                  |                  |                     |                |
| 20 | 4         | Duplikát                         | Antonín Moskalyk | Antonín Moskalyk    | 26. ledna 1994 |
| Příběh se odehrává v Portugalsku dvacátých let 20. století století a zabývá se politickým skandálem s uvedením emise falešných bankovek na trh.                                      |           |                                  |                  |                     |                |
| 21 | 5         | Padělek                          | Antonín Moskalyk | Pavlína Moskalyková | 2. února 1994  |
| Příběh francouzského komisaře Benhamou, který spolu se svým synem chce dopadnout legendárního krále padělatelů Czeslawa Bojarského.                                                  |           |                                  |                  |                     |                |

### Čtvrtá řada (1994)
| Č. v seriálu | Č. v řadě | Název                      | Režie            | Scénář              | Premiéra       |
| --- | --------- | -------------------------- | ---------------- | ------------------- | -------------- |
| 22 | 1         | Hon na rozhlasových vlnách | Antonín Moskalyk | Jan Šikl            | 9. února 1994  |
| Při pátrání po člověku, který přestoupil zákon, byla v Anglii třicátých let 20. století poprvé zapojena široká veřejnost a rozhlasové vysílání. |           |                            |                  |                     |                |
| 23 | 2         | Volavka                    | Antonín Moskalyk | Pavlína Moskalyková | 16. února 1994 |
| Příběh se odehrává v Holandsku třicátých let 20. století. Jde v něm o rozbití zločinné sítě obchodu se ženami.                                  |           |                            |                  |                     |                |
| 24 | 3         | Portrét duše               | Antonín Moskalyk | Jan Šikl            | 23. února 1994 |
| V případu politicky motivovaného procesu v Polsku padesátých let 20. století jde o uznání psychologie coby vědy nápomocné kriminalistice.       |           |                            |                  |                     |                |
| 25 | 4         | Vlas                       | Antonín Moskalyk | Pavlína Moskalyková | 2. března 1994 |
| Případ vraždy mladé Pařížanky pomůže vyřešit drobnost - vlas.                                                                                   |           |                            |                  |                     |                |
| 26 | 5         | Neznámý                    | Antonín Moskalyk | Miloš Fedaš         | 9. března 1994 |
| Příběh se odehrává v první polovině minulého století v Itálii a jde v něm nevyjasněný kriminální případ totožnosti neznámého muže.              |           |                            |                  |                     |                |